# Земельні та земельно-ліквідаційні комісії в Українській Державі 1918
Земельні та земельно-ліквідаційні комісії в Українській Державі 1918 — державні органи, які займалися питаннями: землеволодіння і землекористування, купівлі та продажу землі, тимчасового управління сільськими маєтками, розвитку сільського господарства. Створені для реалізації земельних реформ П.Скоропадського на базі земельних комітетів часів Української Центральної Ради.
Питаннями реформи відало міністерство земельних справ. На місцях цими питаннями займалися: регіональні управління хліборобства та державних маєтностей; особливі комісії (вирішували питання про право на врожай 1918 із земель колишніх землевласників відповідно до спеціального закону, ухваленого 27 травня 1918); губернські та повітові земельні й земельно-ліквідаційні комісії.
Голів губернських земельних комісій призначав міністр земельних справ. До їх складу входили начальник місцевого управління хліборобства та державних маєтностей, інспектор сільського господарства, керуючий землемірно-технічним відділом земельної комісії, представник Державного земельного банку, голова або член губернської земської управи, двоє представників від великих землевласників, які володіли ділянками понад 5 десятин, двоє представників від середніх і дрібних землевласників (менше 5 десятин), представник губернської адміністрації, двоє представників місцевого окружного суду, губернський земський агроном і двоє постійних членів від міністерства земельних справ. Усіх членів комісії призначали або обирали зі свого складу відповідні державні інституції чи громадські організації.
Губернські земельні комісії мали надзвичайні права. Вони могли в примусовому порядку вилучати с.-г. інвентар, який, на їх думку, використовувався неналежним чином, і передавати його для проведення робіт в інших господарствах та для здійснення перевезень державного значення. За рішенням цих комісій місцеве населення могло в примусовому та позасудовому порядку залучатися на термінові с.-г. роботи. Приблизно на таких самих засадах створювалися повітові земельні комісії. Міністр земельних справ призначав голову комісії. До складу комісії входили: голова або член повітової земської управи, землемір, представник Держ. земельного банку, двоє представників від великих землевласників, двоє представників від середніх і дрібних землевласників, представник повітової адміністрації, представник з'їзду мирових суддів, від двох до чотирьох постійних чл. від мін-ва земельних справ і земський агроном. Обов'язки поземельного впорядкування, які за часів Російської імперії виконувалися земськими дільничними начальниками та мировими посередниками, покладалися на постійних членів комісії від міністерства земельних справ. Повітові комісії приймали у своє тимчасове управління земельні маєтності на прохання власників і з дозволу губернських комісій на строк не більше одного року. Маєтки осіб, відсутніх на даний час у даній місцевості, приймалися повітовою комісією до управління за розпорядженням губернської комісії без заяви власника або його повіреного. Саме управління здійснювалося через передачу маєтків в оренду або через пряме господарювання за допомогою призначених фахівців. Видатки на цю справу забезпечувалися зі спеціальних кредитів міністерства й поверталися з одержаних прибутків. Чистий прибуток передавався власникові, який міг у будь-який час вимагати повернення маєтку.
Поряд із земельними комісіями Рада міністрів Української Держави створила тимчасові повітові та губернські земельно-ліквідаційні комісії, в компетенцію яких входив розгляд справ: про поновлення порушеного володіння й користування землею; про повернення відібраних після Лютневої революції 1917 підприємств, рибних ловів, знарядь та рухомого майна; про відшкодування збитків і винагороду за користування майном та маєтностями; про розрахунки за посіви на чужих землях без дозволу власників, володільців чи орендарів. До цих комісій були передані всі справи, майно, кошти колишніх земельних комітетів, земельних відділів рад робітничих, селянських і солдатських депутатів та інших організацій, що виникли після Лютневої революції 1917 й видавали розпорядження про землю. При виявленні зловживань з боку працівників інституцій і організацій, які діяли в березні 1917 — квітні 1918 на території України, винні могли притягатися до карної і цивільної відповідальності. Заяви про відновлення порушених прав землеволодіння чи землекористування до повітової комісії можна було подавати протягом 6 місяців з дня оголошення про початок її роботи. Заява про повернення втрачених маєтностей та майна подавалася до тієї комісії, на території діяльності якої знаходився маєток. Постанови та рішення повітової земельно-ліквідаційної комісії могли бути оскаржені в губернській земельно-ліквідаційній комісії. Рішення останньої вважалось остаточним й оскарженню не підлягало. Стягування збитків скривдженого з відповідача відбувалось або на добровільній основі, або через Державну варту Української Держави, або ж через губернські скарбниці.
Після приходу до влади Директорії УНР всі земельні та земельно-ліквідаційні комісії було скасовано, а натомість створено земельні управи.